# Готфрід (князь Гогенлое-Лангенбурзький)
Готфрід Гогенлое-Лангенбурзький (нім. Gottfried zu Hohenlohe-Langenburg), повне ім'я Готфрід Герман Альфред Пауль Максиміліан Віктор Гогенлое-Лангенбурзький (нім. Gottfried Hermann Alfred Paul Maximilian Viktor zu Hohenlohe-Langenburg, 24 березня 1897 — 11 травня 1960) — титулярний князь Гогенлое-Лангенбурзький у 1950—1960 роках, син попереднього князя Гогенлое-Лангенбурзького Ернста II та британської принцеси Александри Саксен-Кобург-Готської. Зробив кар'єру у банківській справі. Член НСДАП від 1937 року. Під час Другої світової війни служив головою розвідки на Східному фронті до 1944 року.

## Біографія
Готфрід народився 24 березня 1897 року у Лангенбурзі. Він став первістком в родині принца Гогенлое-Лангенбурзького Ернста та його дружини Александри Саксен-Кобург-Готської, з'явившись на світ за одинадцять місяців після їхнього весілля. Родина згодом поповнилася доньками  Марією Мелітою, Александрою та Ірмою. Молодший брат Альфред прожив лише два дні. Резиденцією сімейства був замок Лангенбург.

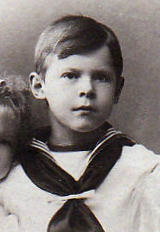
Готтфрід на світлині Едуарда Уленгута, 1906

У 1900—1905 роках родина мешкала у Саксен-Кобург-Готі, де батько був регентом. У 1913 році Ернст успадкував титул князя Гогенлое-Лангенбурзького. Часто жив у Берліні у справах. Родина в цей час часто мешкала на фермі Марії Саксен-Кобург-Готської в Тюрингії та маєтку на півдні Франції.
Виховання дітей було покладене на наставників та гувернанток. Готтфрід після цього навчався у Дрездені та Кобурзі. У 1915 році вступив добровольцем до війська.
У 1919 році після уходу зі служби, два семестри вивчав економіку в Гайдельберзькому університеті та проходив навчання комерції у Берліні у 1920—1921 роках. Стажувався в банку Мюнхена у 1922—1923 роках. Згодом працював у різних міжнародних компаніях і банках.
У 1927—1928 роках був зарученим із багатою американською вдовою Глорією Морган-Вандербільт, яка мала малолітню доньку від першого шлюбу. Втім, заручини були розірвані.

3 грудня 1930 року принц заручився із принцесою Греції та Данії Маргаритою. Вінчання відбулося на 35-річницю весілля його батьків, 20 квітня 1931 у Лангенбурзі. Шлюб виявився гармонійним. Від 1933 року подружжя постійно проживало у Лангенбурзькому замку. Після народження мертвої доньки у 1933, пара мала п'ятеро дітей. 

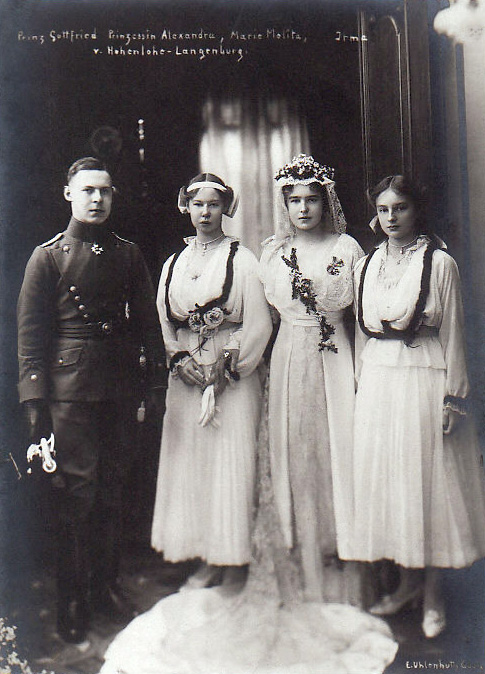
Із сестрами на світлині Едуарда Уленгута, 15 лютого 1916

Від 1933 року принц займався управлінням родинною нерухомістю. Окрім Лангенбургу, у його віданні знаходився також замок Вайкерсхайм, де родина інколи проводила літні місяці.
1 травня 1937 Готфрід став членом НСДАП № 4 023 070.
Під час Другої світової війни служив в офіцерському званні на Східному фронті до 1944 року, був головою розвідувальної служби. Був серйозно поранений. У липні 1944 приєднався до змови аристократів, які планували замах на фюрера. Виведений за це з лав армії за наказом Гітлера через «крамольні родинні зв'язки з іноземними компаніями». В останні тижні війни перетворив Лангенбурзький замок на головну місцеву перев'язочну станцію та військовий шпиталь, де розміщувалися 40 поранених. Під час вторгнення американських військ 12 квітня 1945 року провів переговори, домовившись, що місцеве населення матиме годину, аби покинути село перед обстрілом та дістатися його замку, де люди будуть у безпеці. Після війни він три місяці служив на військовий уряд США як ландрат у Крайльхаймі. Після цього повернувся до виконання почесних обов'язків у клубах та асоціаціях, у тому числі, в Автомобільному клубі Німеччини та Вюртемберзької асоціації дворян.
У 1947 році подружжя не було запрошене на весілля брата Маргарити Філіпа Маунтбаттена із кронпринцесою Великої Британії Єлизаветою через симпатії Готфріда до нацистів у попередні роки.
Як «співгромадянин серед співгромадян», принц брав участь у вирішенні проблем населення та проявив великий інтерес до збереження культурних цінностей своєї батьківщини. Його зусилля були нагороджені початком повільного розвитку туризму в регіоні. Навесні 1950 року принц відкрив кафе на території розарію замку. У тому ж році почав займатися експортом деревини. 11 грудня помер його батько, і Готфрід успадкував титул князя Гогенлое-Лангенбурзького. У 1960 році він зробив частину замку музеєм, відкритим для публіки. Бажаючі могли відвідати каплицю та сім кімнат (включаючи кімнату в стилі бароко, кімнату архівів, нову їдальню, королівську палату, бібліотеку Феодора та ін). В такий спосіб Готфрід фактично заклав основи туризму в Лангенбурзі.
Він помер у Лангенбурзі 11 травня 1960 у віці 63 років за часів Конрада Аденауера. Похований на родинному цвинтарі Лангенбургу. Дружина пережила його більш, ніж на двадцять років. Похована поруч.

## Родина
Дружина — Маргарита Грецька та Данська
Діти:
- Крафт (1935—2004) — наступний титулярний князь Гогенлое-Лангенбургу у 1960—2004 роках, був двічі одруженим, мав трьох дітей від першого шлюбу;
- Беатрікс (1936—1997) — одружена не була, дітей не мала;
- Андреас (1938—2021) — був одружений із Луїзою Шонбург-Вальденбурзькою, мав двох доньок;
- Рупрехт (1944—1978) — одружений не був, дітей не мав;
- Альбрехт (1944—1992) — був одруженим з Марією-Гільдегардою Фішер, мав єдиного сина.

## Нагороди
- Залізний хрест 2-го і 1-го класу
- Почесний хрест ветерана війни з мечами
- Нагрудний знак «За поранення» в сріблі (1944)

## Титули
- 24 березня 1897—11 грудня 1950 — Його Світлість Принц Готфрід Гогенлое-Лангенбурзький;
- 11 грудня 1950—11 травня 1960 — Його Світлість Князь Гогенлое-Лангенбургу.